# Gmina Pobiedziska
Die Gmina Pobiedziska ist eine Stadt-und-Land-Gemeinde im Powiat Poznański der Woiwodschaft Großpolen in Polen. Ihr Sitz ist die gleichnamige Stadt (deutsch Pudewitz) mit etwa 9250 Einwohnern.

## Gliederung
Zur Stadt-und-Land-Gemeinde Pobiedziska (gmina miejsko-wiejska) gehören neben der Stadt selbst und 22 Dörfer (amtliche deutsche Namen bis 1945) mit einem Schulzenamt (sołectwo), sowie auf Stadtgebiet die Siedlung Letnisko Leśne mit einem Ortsvorsteher.
Bednary (Bednary, 1939–1945 Tonndorf)
Biskupice (Biskupitz, 1939–1943 Konradsau, 1943–1945 Kautzheim)
Bociniec (Lichtenfelde)
Borowo-Młyn (Waldstein)
Główna (Glowno, 1939–1945 Lauterbach)
Góra (Gurten)
Jankowo (Mariengrund)
Jerzykowo (Jentkental)
Kocanowo (Kocanowo, 1939–1945 Kronau)
Kociałkowa Górka
Kołata (Kolatta, 1939–1945 Pochhammer)
Latalice
Łagiewniki (Lagiewnik, 1939–1945 Lägeldorf)
Podarzewo (Podarzewo, 1939–1945 Kornfeld)
Polska Wieś (Forbach)
Pomarzanowice (Adlerhorst)
Promno (Promno, 1939–1945 Wildgarten)
Stęszewko (Stenschewko, 1939–1945 Walramsdorf)
Wagowo (Wagowo, 1939–1945 Utenhagen)
Węglewo (Wenglewo, 1939–1945 Köhlersfelde)
Wronczyn (Wronczyn, 1939–1945 Krähwinkel)
Złotniczki (Zlotniczki, 1939–1945 Güldenhof)

Letnisko Leśne (Osiedle)
Weitere Ortschaften der Gemeinde sind:
Barcinek
Borówko (Waldheim)
Bugaj
Czachurki (Steinhof)
Gołun
Gołunin (Golunin, 1939–1945 Goldenau)
Gorzkie Pole (1939–1945 Bitterfeld)
Jerzyn (Gersin)
Jezierce
Kaczyna
Kołatka (Kolatka, ab 1906 Randhof)
Kowalskie (Eichenhof)
Krześlice (Dreilinden)
Promienko
Promno-Stacja
Pruszewiec
Stara Górka (Moorhausen)
Tuczno (Reichenau)
Uzarzewo-Huby (Soldanshof)
Wójtostwo (Ludwigsruh)
Zbierkowo
Wronczynek

## Gemeindepartnerschaften
- Montfort-sur-Meu, Frankreich
- Marktheidenfeld, Deutschland
- Haaren, Niederlande
- Växjö, Schweden
- Karelitschy, Weißrussland.

## Verkehr
An der Bahnstrecke Poznań–Toruń bestehen die Bahnhöfe Pobiedziska und Biskupice Wielkopolskie im Dorf Biskupice sowie die Haltepunkte Pobiedziska Letnisko im Stadtteil Letnisko Leśne und Promno in Promno-Stacja.